# Кучино (Починковский район)
Кучино — деревня в Починковском районе Смоленской области России. Входит в состав Лосненского сельского поселения. Население — 6 жителей (2007 год). 
Расположена в центральной части области в 23 км к северо-западу от Починка, в 6 км восточнее автодороги А141 Орёл — Витебск, на берегу реки Белый. В 4 км северо-восточнее деревни расположена железнодорожная станция Рябцево на линии Смоленск — Рославль. 

## История
В годы Великой Отечественной войны деревня была оккупирована гитлеровскими войсками в июле 1941 года, освобождена в сентябре 1943 года.